# George Medal
La George Medal (in sigla GM), istituita il 24 settembre 1940, è una decorazione del Regno Unito e del Commonwealth, assegnata per premiare le azioni di coraggio "non di fronte al nemico", qualora esse non siano così eccezionali da meritare la George Cross (la più alta onorificenza civile britannica).

## Storia
Nel 1940, durante il culmine dei bombardamenti della battaglia d'Inghilterra, vi era un forte desiderio di premiare i tanti atti di coraggio civile. Le onorificenze esistenti aperte ai civili non erano giudicate idonee a far fronte alla nuova situazione, e fu quindi deciso che la George Medal e la George Cross sarebbero state istituite per riconoscere sia il coraggio civile di fronte ai bombardamenti nemici, sia le azioni coraggiose più in generale. Fu il re Giorgio VI a creare questa onorificenza e a dargli il nome.

## Descrizione
Il GM è una medaglia d'argento circolare di 36 mm (1,4 pollici) di diametro, con il nastro sospeso da un anello. Il nastro è largo 31,7 mm (1,25 pollici), di colore cremisi e con cinque strisce blu strette. Il design del dritto raffigura l'effigie incoronata del monarca regnante, il rovescio mostra San Giorgio a cavallo che uccide il drago sulla costa dell'Inghilterra, con la scritta "THE GEORGE MEDAL" intorno al bordo superiore della medaglia.
La medaglia è portata sul petto sinistro dagli uomini; le donne non in uniforme portano la medaglia sulla spalla sinistra, con il nastro modellato a fiocco.